# Oucidres
Oucidres era una freguesia portuguesa del municipio de Chaves, distrito de Vila Real.

## Geografía
Oucidres se sitúa en la zona oriental del concelho de Chaves, a 17 km de su capital, limitando ya con el de Valpaços. Su territorio se asienta en la meseta de Chaves-Valpaços, también llamada de Barracão, a una altitud superior a los 775 metros. 

## Organización territorial
La freguesia estaba formada por los núcleos de población de Oucidres, Vila Nova de Monforte y Vilar de Izeu.

## Historia
Antigua cabecera de una encomienda de la Orden de Cristo y del Patronato Real, la freguesia pasó a formar parte del municipio de Monforte de Rio Livre, hasta que este fue suprimido en 1853 y Oucidres pasó a pertenecer a Chaves hasta 2013 en que fue suprimida.
Fue suprimida el 28 de enero de 2013, en aplicación de una resolución de la Asamblea de la República portuguesa promulgada el 16 de enero de 2013 al unirse con la freguesia de Bobadela, formando la nueva freguesia de Planalto de Monforte.

## Patrimonio
En su patrimonio histórico-artístico destaca la iglesia matriz de San Andrés, de origen románico con reformas posteriores y tres altares en talla barroca, la capilla de Larouco (N.ª Sra. del Rosario) y el crucero.

## Economía
Freguesia eminentemente rural, afectada por una fuerte despoblación (llegó a tener 529 habitantes en 1960), sus principales producciones son la patata, el centeno, la castaña y el ganado ovino.